# 3982 Kastelʹ
A 3982 Kastelʹ (ideiglenes jelöléssel 1984 JP1) a Naprendszer kisbolygóövében található aszteroida. Ljudmila Georgijevna Karacskina fedezte fel 1984. május 2-án.